# Heimchen
Das Heimchen (Acheta domesticus), auch Hausgrille, ist eine Langfühlerschrecke aus der Familie der Echten Grillen (Gryllidae).
Der wissenschaftliche Name beschreibt wesentliche Aspekte des Verhaltens und der Ökologie: Acheta bedeutet ‚Sänger‘ und domesticus ‚häuslich‘.
Das Heimchen ist ein sehr beliebtes Futterinsekt in der Terraristik sowie ein Speiseinsekt. Durch seine synanthrope Lebensweise ist es kosmopolitisch verbreitet.

## Merkmale

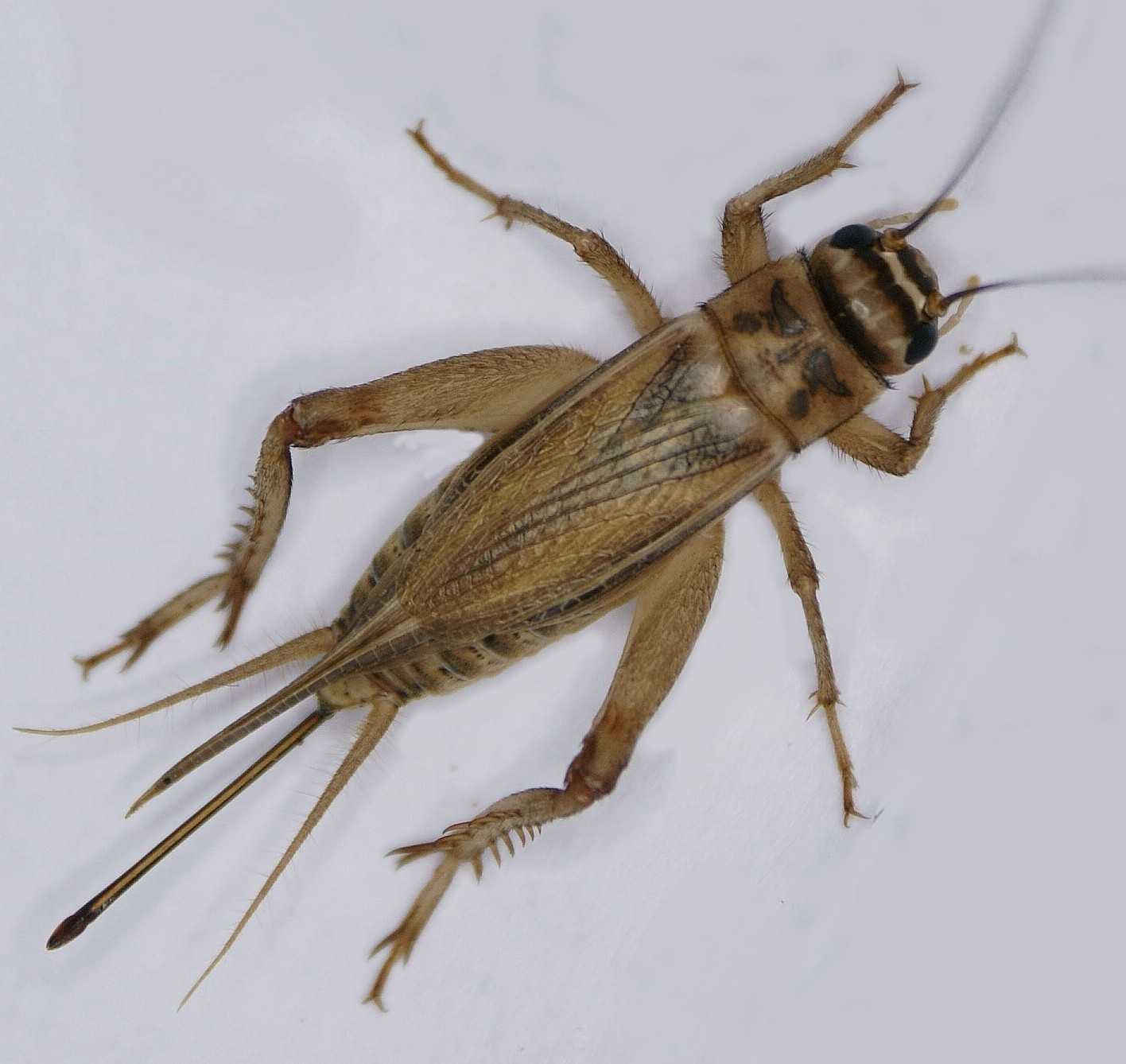
Adultes Weibchen. Auf den Vorderflügeln fehlen Laut gebende Strukturen. Der Legebohrer ist stabförmig und am Ende leicht verdickt

Heimchen sind etwas kleiner und schlanker als die Feldgrille (Gryllus campestris) und erreichen eine Körperlänge von 16 bis 20 Millimeter, der Legebohrer (Ovipositor) der Weibchen misst zusätzlich 11 bis 15 Millimeter. Der Körper hat eine strohgelbe bis gelbbraune Grundfärbung. Der Halsschild und der Kopf zeigen eine dunkelbraune bis schwarze Zeichnung.

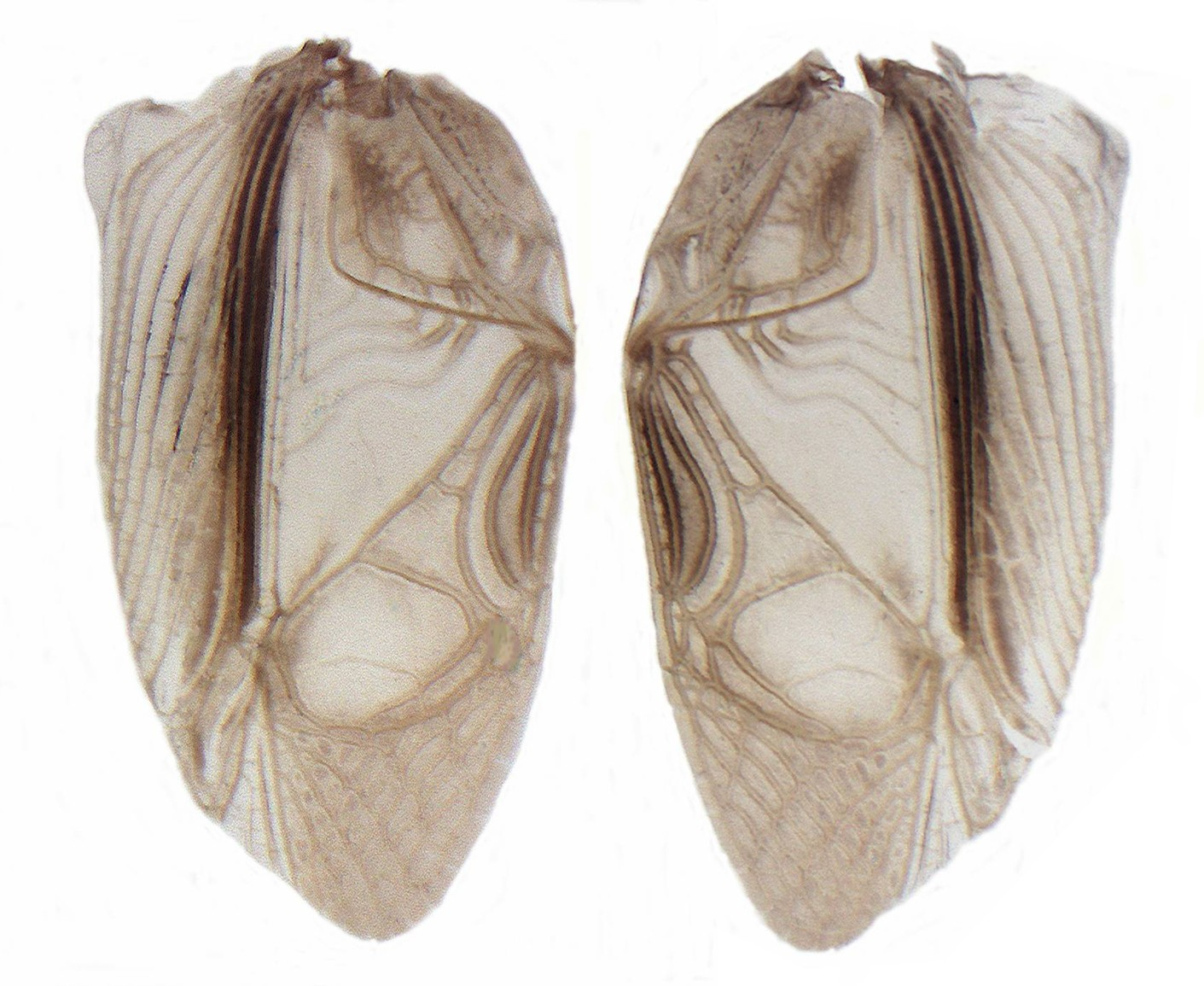
Linker und rechter Vorderflügel eines erwachsenen Männchens

Zwischen Männchen und Weibchen bestehen in der Länge der Vorderflügel keine Unterschiede. Nach den Messergebnissen bei 30 erwachsenen Männchen aus einer Zucht sind die Vorderflügel im Mittel 10,55 Millimeter lang (Extremwerte: 9,1 bis 12,3 Millimeter) und überdecken nicht den Endabschnitt des Hinterleibs. Bei beiden Geschlechtern sind die Vorderflügel leicht verhärtet und in Dorsalfeld und Lateralfeld unterteilt. In Ruhestellung liegen die Dorsalfelder der beiden Flügel waagrecht übereinander, das des rechten Flügels befindet sich dabei über dem des linken Flügels. Die Lateralfelder stehen senkrecht zu den Dorsalfeldern und überdecken die seitlichen Partien des Hinterleibs.
Die ebenfalls voll ausgebildeten Hinterflügel sind länger als die Vorderflügel und bei den Weibchen (Mittelwert: 18,92 Millimeter) etwas länger als bei den Männchen (Mittelwert: 17,12 Millimeter). In Ruhe sind die Hinterflügel längs gefaltet, ihre Spitzen reichen über das Ende des Hinterleibs hinaus. Heimchen sind zwar flugfähig, sie fliegen allerdings höchst selten und nur bei hohen Temperaturen.

### Stridulationsapparat

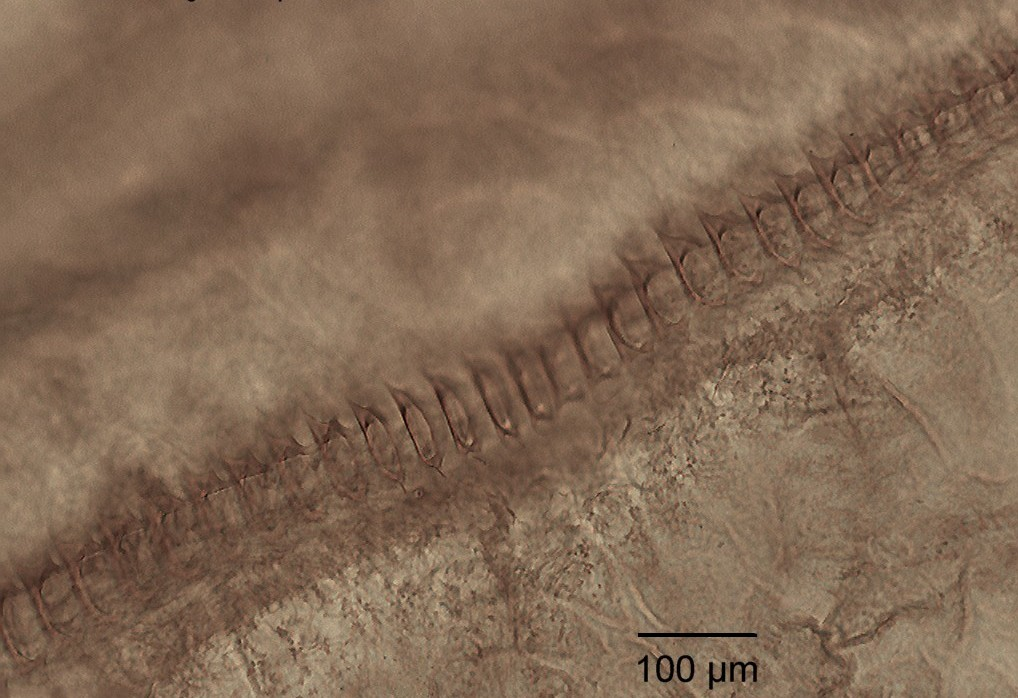
Mikroskopische Aufnahme der Schrillzähne auf der Unterseite der Schrillader des rechten Flügels

Während die Vorderflügel der Weibchen ein gleichmäßiges Rautenmuster zeigen, sind bei den Männchen auf dem Dorsalfeld Strukturen ausgebildet, mit denen arttypische Geräusche durch Stridulation hervorgebracht werden, die auch als Gesänge bezeichnet werden.
An ihrer Bildung sind die Schrillader, die Schrillleiste mit Lamellen oder Schrillzähnen und die Schrillkante beteiligt, an der Verstärkung die Harfe und der Spiegel. Die Schrillader zieht von der Flügelbasis zunächst nach hinten, biegt alsbald in einem scharfen Bogen um und verläuft zum Innenrand des Flügels. Dort befindet sich in unmittelbarer Nähe die verdickte Schrillkante. Der mit Schrillzähnen besetzte Teil der Schrillader ist die Schrillleiste. In diesem Abschnitt sind auf der Unterseite die Schrillzähne angeordnet. Sie bestehen aus einem kräftigen Mittelstück mit zwei seitlichen spitzen Fortsätzen. Die Anzahl der Schrillzähne auf einer Schrillleiste beträgt im Mittel etwa 215 (bei beobachteten Variationen von 193 bis 260).
An die Schrillader schließt der als Harfe bezeichnete Teil des Flügels an. Er ist durch einige schräg bis wellenförmig verlaufende Adern gekennzeichnet. Darauf folgt der Spiegel, ein durch eine Ader abgegrenzter, annähernd runder Teil des Dorsalfeldes mit einer bogenförmig verlaufenden zentralen Ader. Der hintere Abschnitt des Dorsalfeldes (Apikalfeld) weist ein Netz kleiner Adern auf. Alle diese Strukturen sind auf beiden Flügeln in gleicher Weise ausgebildet.

## Vorkommen
Die Art war ursprünglich vermutlich im Mittelmeerraum und Ostasien verbreitet und wird bereits von Aristoteles erwähnt. Da sie häufig in Ställen und Häusern vorkam, wurde sie vermutlich bereits im Altertum nach Mitteleuropa eingeschleppt. In kühlen Gebieten wie Mitteleuropa treten Heimchen besonders in oder in der Nähe von menschlichen Siedlungen (Synanthropie) auf, da sie ansonsten den Winter nicht überleben. Sie bevorzugen Habitate mit hohen winterlichen Temperaturen, wie Bäckereien, Ställe, Häuser, Müllkippen, Gewächshäuser oder U-Bahnschächte. Auch in Kompostlagern sind sie zu finden, da dort durch die Gärung der Abfälle ganzjährig hohe Temperaturen herrschen. In den Sommermonaten verlassen sie häufig die Gebäude und sind dann auch in Mauern oder auf Wiesen zu finden. Inzwischen ist das Heimchen in Mitteleuropa deutlich seltener geworden aufgrund der modernen Bauweise von Häusern (weniger Ritzen und Nischen). In den Niederlanden wird die Art auf der Roten Liste als gefährdet eingestuft. Es entkommen jedoch regelmäßig Tiere, die als Futtertiere verwendet werden.

## Lebensweise
Heimchen sind lichtscheu und nachtaktiv. Tagsüber verstecken sie sich, sind aber gelegentlich auch im Schatten aktiv. Sie sind Allesfresser, ernähren sich von pflanzlicher und tierischer Nahrung, bevorzugen aber letztere. Da sie ihren Wasserbedarf vornehmlich durch die Nahrung decken, nehmen sie gerne wasserhaltiges Futter zu sich. Sie ernähren sich auch von Lebensmitteln, Abfällen und Aas. Bei massenhaftem Auftreten genügt ihnen minderwertige Nahrung. Kannibalismus kommt ebenfalls vor. Heimchen lassen sich leicht züchten. Bei genügend Wärme, ausreichendem Futter bestehend zum Beispiel aus Salat, Möhren und Haferflocken pflanzen sich die erwachsenen Heimchen problemlos fort, und die Larven aller Stadien entwickeln sich rasch.

## Fortpflanzung und Entwicklung

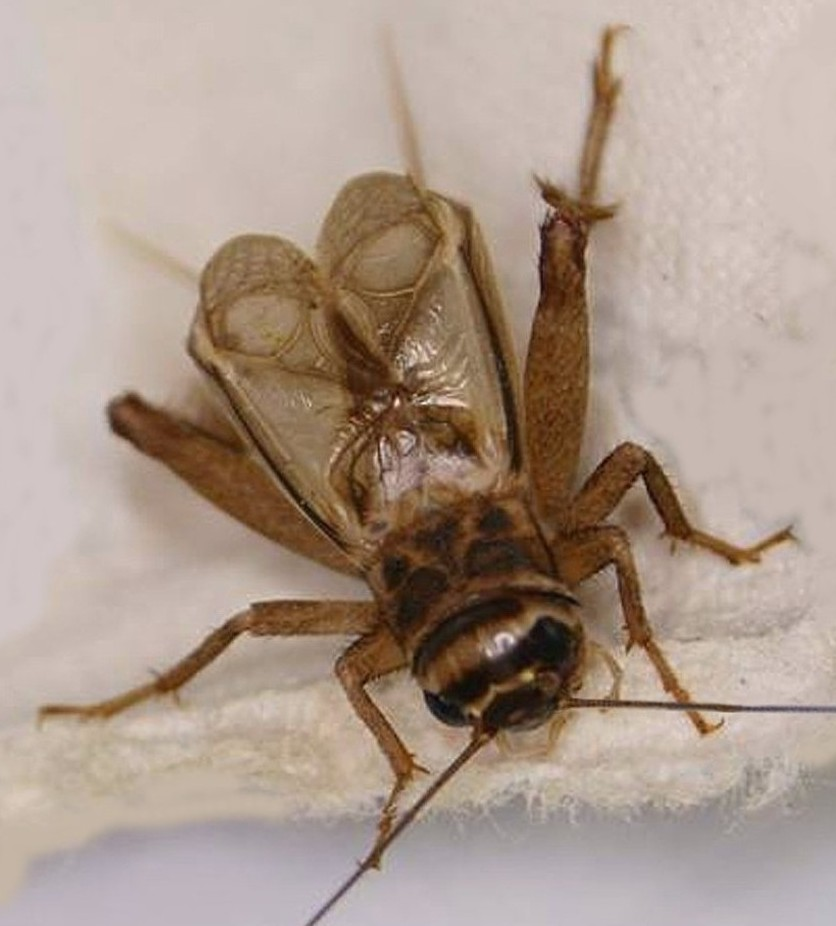
Paarungsbereites, zirpendes Männchen. Die Vorderflügel befinden sich in der seitlichen Außenposition.

Paarungsbereite männliche Heimchen zirpen ab der Dämmerung bis in die Nacht hinein. Sie äußern den normalen oder gewöhnlichen Gesang. Dieser ist kräftig und monoton. Im Vergleich zum ähnlich klingenden Gesang der Feldgrille ist er jedoch unregelmäßiger in der Zahl und der Länge der Silben und der Intervalle dazwischen. Die dominante Frequenz liegt bei 3800 Hertz.
Beim Zirpen richten die Männchen die Vorderflügel auf, spreizen sie nach außen (Bild) und bewegen sie anschließend gegeneinander nach innen und außen. Dabei streichen die Schrillzähne des rechten Flügels über die Schrillkante des linken Flügels. Die Schalläußerungen entstehen jeweils bei den Einwärtsbewegungen der Flügel.
Paarungsbereite Weibchen wandern zu den zirpenden Männchen. Nach dem Betasten mit den Antennen gehen die Männchen zum Werbegesang über. Daraufhin erfolgt die Begattung, bei der die Männchen jeweils eine Spermatophore mit den darin enthaltenen Spermien auf die Weibchen übertragen.
Die Weibchen legen zwei bis drei Tage nach der Paarung ihre ersten Eier ab. Dies geschieht einzeln oder in Gruppen in feuchte Erde bzw. in Gemüsereste, Sägespäne und ähnliche Substrate. Die Eier sind 0,3 mal 2,3 bis 2,5 Millimeter lang und gekrümmt. Abhängig von der Ernährung des Weibchens werden etwa 1100 Eier nach pflanzlicher Kost und etwa 2600 Eier nach tierischer Kost abgelegt. Die Eier sind gegenüber Feuchtigkeit unempfindlich und nehmen diese auch auf, sodass sie etwa auf das doppelte Gewicht aufquellen. Je nach Temperatur schlüpfen die Larven nach etwa 8,5 (bei 35 °C) bis 54 (bei 16 °C) Tagen. Sie sind anfangs ca. 2,3 Millimeter lang und dunkelgrau gefärbt. In 87 bis 126 Tagen werden je nach Temperatur und vorgefundener Nahrung 9 bis 16 Larvenstadien durchlaufen, bis sich die Tiere zur Imago häuten.

## Gefährdung und Schutz
Das Heimchen ist in Mitteleuropa weit verbreitet und als Kulturfolger ungefährdet. In einigen Ländern steht es aber bereits auf der Roten Liste. So wird es in den Niederlanden als gefährdet aufgeführt, in Österreich steht es auf der Vorwarnliste.

## Heimchen als Lebensmittel

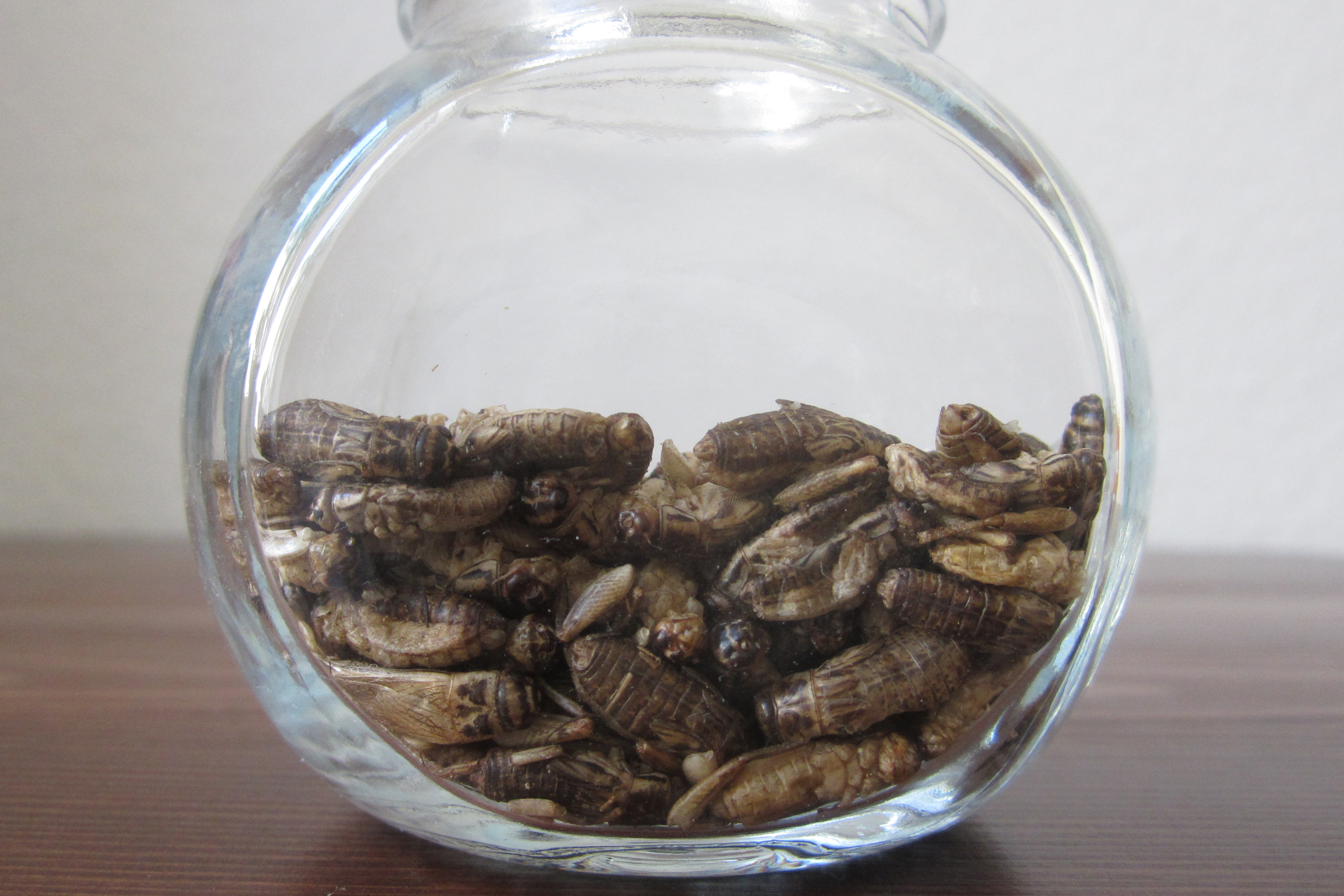
Ganze, gefriergetrocknete Heimchen als Lebensmittel

Heimchen werden weltweit als Speiseinsekten genutzt, vor allem in Asien. Auch in Europa werden Heimchen für verschiedene neuartige, verarbeitete Lebensmittel wie Fitnessriegel, Insektennudeln, Burger-Bratlinge oder Insektenbrot verwendet, meist in gemahlener Form (Grillenmehl).
In der Schweiz sind Heimchen seit dem 1. Mai 2017 als Lebensmittel zugelassen. Diese dürfen damit unter bestimmten Voraussetzungen als ganze Tiere, zerkleinert oder gemahlen an Verbraucher abgegeben werden. In der Europäischen Union erhielt die Hausgrille mit der Durchführungsverordnung 2022/188 vom 10. Februar 2022 eine Zulassung als neuartiges Lebensmittel in gefrorener, getrockneter und pulverartiger Form. Im Januar 2023 folgte mit der Durchführungsverordnung 2023/5 eine zweite Zulassung für Hausgrillen, in Form von teilweise entfettetem Pulver. Den Zulassungen vorausgegangen war am 17. August 2021 eine Sicherheitsbewertung der Europäischen Behörde für Lebensmittelsicherheit, in der sie den Verzehr von Hausgrillen in gefrorener oder getrockneter Form als gesundheitlich unbedenklich einstufte.

## Grillenhäuschen
Die Grille wurde auch, gern von Kindern, wie ein Haustier gehalten. Im Volksglauben galt die Grille im Haus als Glücksbringer. Später genoss man das Zirpen als unterhaltsames Geräusch.
Um das Heimchen dauerhaft in der Wohnung zu halten, stellte man kleine hölzerne Käfige auf, deren Öffnung mit einem Schieber geschlossen werden konnten, kleine Luft- und Schalllöcher besaßen und an wärmeren Orten in der Wohnung platziert wurden.
Ein Preisverzeichnis von 1655 ist der älteste Nachweis für den Verkauf eines solchen „Grillenhäusls“, wie es bis in die 1930er Jahre von Berchtesgadener Heimarbeitern angefertigt wurde.
Kleine Wohnungen bezeichnete man im 19. Jahrhundert gern scherzhafterweise als „Grillenhütte“. oder „Grillenhäuschen“.

## Heimchen in Musik und Literatur
Vom Heimchen als Glücksbringer handelt die Novelle Das Heimchen am Herde, eine der fünf Weihnachtsgeschichten von Charles Dickens.
Im Gedicht Conquistadores von Conrad Ferdinand Meyer zeigt das Heimchen des Schiffsküchenjungen die Nähe von Amerika an („Das Heimchen zirpt“).
Im Wiegenlied Die Blümelein sie schlafen von Wilhelm von Zuccalmaglio findet es in der zweiten Strophe Erwähnung: „[…] das Heimchen in dem Ährengrund, es tut allein sich kund […]“.
Auch der Dichter in Franz Schuberts Kunstlied Der Einsame (D 800, Op. 41, Textdichter: Karl Gottlieb Lappe) besingt die Heimchen als willkommene Gesellschaft und Musikanten zu abendlicher Stunde am warmen Herd.

## Belege
1. 1 2  Anna Alfonsa Stärk: Untersuchungen am Lautorgan einiger Grillen- und Laubheuschrecken-Arten, zugleich ein Beitrag zum Rechts-Links-Problem. Zoologische Jahrbücher, Abteilung für Anatomie und Ontogenie der Tiere 77, S. 9–50, 1958.
2. 1 2  Harz, K. (1957) Die Geradflügler Mitteleuropas. VEB Gustav Fischer Verlag, Jena
3. 1 2  W.H. Bakker, J.H. Bouwman, F. Brekelmans, E.C. Colijn, R. Felix, M.A.J. Grutters, J. Kerkhof, R.M.J.C.  Kleukers: De Nederlandse sprinkhanen en krekels (Orthoptera). In: Entomologische Tabellen. Band 8, S. 1–255 (niederländisch).
4. ↑  Heiko Bellmann: Der Kosmos Heuschreckenführer, Die Arten Mitteleuropas sicher bestimmen, Franckh-Kosmos Verlags-GmbH & Co KG, Stuttgart 2006, ISBN 3-440-10447-8.
5. ↑  Max Beier, Franz Heikertinger: Grillen und Maulwurfsgrillen. Die neue Brehm-Bücherei. A. Ziemsen Verlag, Wittenberg Lutherstadt 1954, S. 1–35.
6. ↑  Hans Schneider: Grillen und Heuschrecken: Stimmbegabte Insekten in unserer Heimat. Spessart 105, S. 3–9, 2011.
7. ↑  A. Hochkirch, L.P.M. Willemse, F. Rutschmann, D.P. Chobanov, R. Kleukers, A. Kristin, J.J. Presa, G. Szovenyi: House-cricket – Acheta domesticus. In: The IUCN Red List of Threatened Species 2016. S. e.T64336581A74517796 (englisch).
8. ↑  H.-M. Berg, G. Bieringer, L. Zechner: Rote Liste der Heuschrecken (Orthoptera) Österreichs. In: K.-P. Zulka (Hrsg.): Rote Listen gefährdeter Tiere Österreichs. Böhlau, Wien, S. 167–209.
9. ↑  Deutschlandfunk Kultur/Volker Mrasek (30. Dezember 2017): Insekten als Nahrungsmittel – Frittierte Maden zum Dessert.
10. ↑  Deutschlandfunk Kultur/Daniela Siebert (14. August 2018): Grillen und Würmer als Lebensmittel – Insekten-Burger aus Käferlarven.
11. ↑  Hannoversche Allgemeine (23. November 2017): Stulle mit Grille: Finnen testen Insektenbrot (Memento vom 5. Januar 2018 im Internet Archive).
12. ↑  BLV (28. April 2017): Insekten als Lebensmittel.
13. ↑  EU-Kommission: Durchführungsverordnung (EU) 2022/188 der Kommission vom 10. Februar 2022 zur Genehmigung des Inverkehrbringens von Acheta domesticus, gefroren, getrocknet und pulverförmig, als neuartiges Lebensmittel gemäß der Verordnung (EU) 2015/2283 des Europäischen Parlaments und des Rates sowie zur Änderung der Durchführungsverordnung (EU) 2017/2470 der Kommission. In: Amtsblatt der Europäischen Union. 11. Februar 2022.
14. ↑  Europäische Kommission/Vertretung in Deutschland (11. Februar 2022): Hausgrille: Kommission lässt drittes Insekt als Lebensmittelzutat für den EU-Markt zu.
15. ↑  Europäische Kommission: Durchführungsverordnung (EU) 2023/5 der Kommission vom 3. Januar 2023 zur Genehmigung des Inverkehrbringens von teilweise entfettetem Pulver aus Acheta domesticus (Hausgrille) als neuartiges Lebensmittel und zur Änderung der Durchführungsverordnung (EU) 2017/2470. In: Amtsblatt der Europäischen Union. 4. Januar 2023.
16. ↑  Safety of frozen and dried formulations from whole house crickets (Acheta domesticus) as a Novel food pursuant to Regulation (EU) 2015/2283. In: EFSA (Hrsg.): EFSA Journal. Band 19, Nr. 8, 17. August 2021, S. 6779 (englisch, europa.eu).
17. ↑  Hanns Bächthold-Stäubli: Handbuch des deutschen Aberglaubens, Bd. 3, 1931, Spalte 1163.
18. ↑  Grillenhäuschen. Bildbeispiel aus der Online-Sammlung des Focke-Museums Bremen
19. ↑  Tobias Nickel, Katalognotiz zum Lot 355 (5 Exemplare) der Auktion Dorotheum Wien vom 19. November 2020.
20. ↑  Bettina von Arnim: Goethes Briefwechsel mit einem Kinde 3,144  hier digital - Sophie von la Roche nannte Ihr Wohnhaus in Offenbach abschätzig "Grillenhütte".
21. ↑  Charles Dickens: Weihnachtserzählungen beim Projekt Gutenberg.
22. ↑  Conrad Ferdinand Meyer: Conquistadores beim Projekt Gutenberg.
23. ↑  Wilhelm v. Zuccalmaglio: Die Blümelein sie schlafen auf der Website Singen und Spielen.de.
24. ↑  Karl Gottlieb Lappe: Text zu Schuberts Lied Der Einsame (Memento des Originals vom 28. November 2019 im Internet Archive)  Info: Der Archivlink wurde automatisch eingesetzt und noch nicht geprüft. Bitte prüfe Original- und Archivlink gemäß Anleitung und entferne dann diesen Hinweis. auf Schubertlied.de.